# Crocidura tanakae
Crocidura tanakae là một loài động vật có vú trong họ Chuột chù, bộ Soricomorpha. Loài này được Kuroda mô tả năm 1938.